# 秋田県道197号木戸石鷹巣線
秋田県道197号木戸石鷹巣線（あきたけんどう197ごう きどいしたかのすせん）は、秋田県北秋田市を通る一般県道である。

## 概要

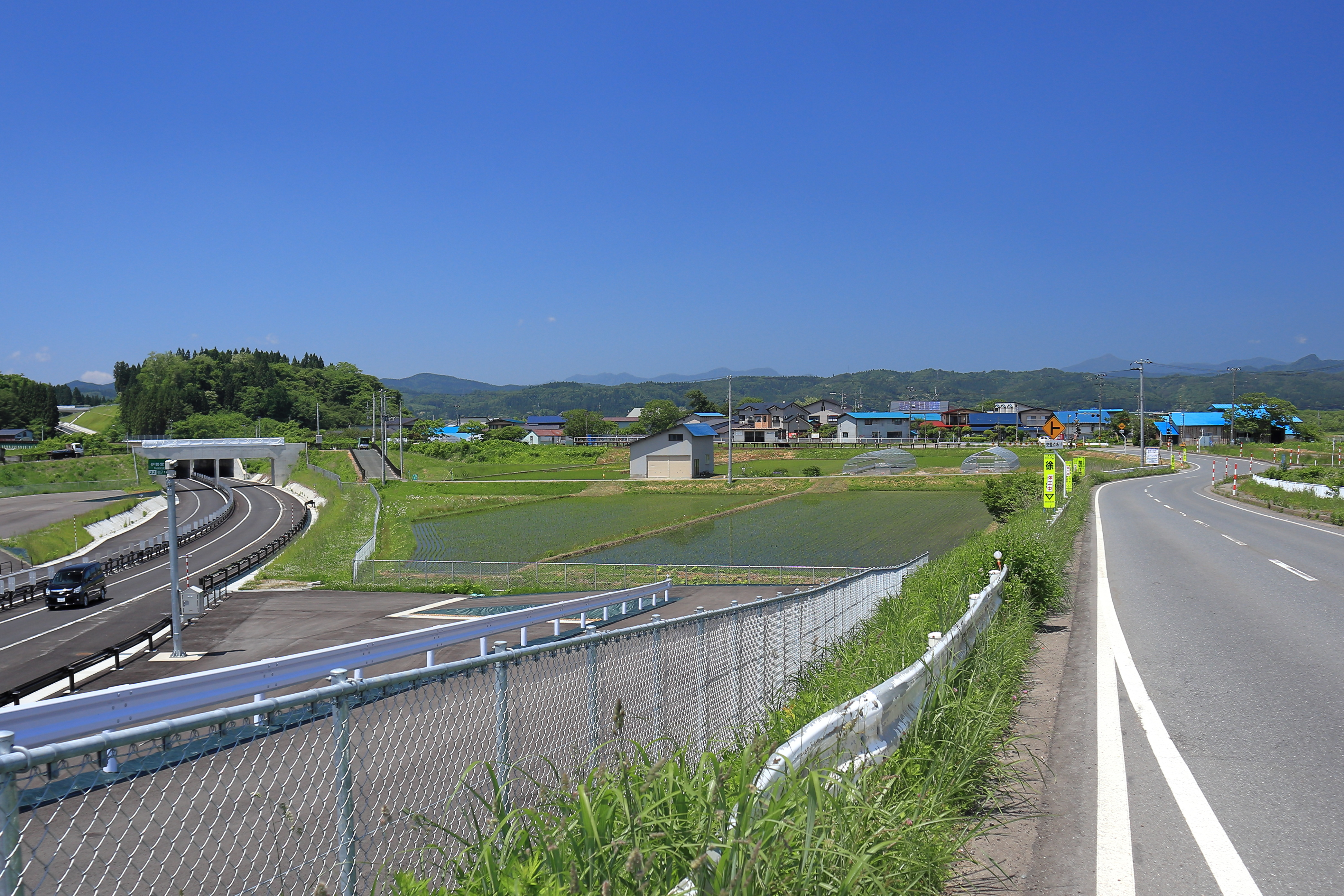
縄文小ヶ田駅周辺

北秋田市木戸石の秋田県道3号二ツ井森吉線交点から路線が始まり、大野台ゴルフクラブの東側を通る。秋田内陸縦貫鉄道秋田内陸線 縄文小ヶ田駅付近で伊勢堂岱遺跡を北側から東側へ迂回し、鷹巣西道路および鷹巣大館道路とのすりつけ区間と並行して終点の川口南交差点に至る。

### 路線データ
- 総延長 : 7.855 km[2][3]
- 実延長 : 7.855 km[2]
- 起点 : 秋田県北秋田市木戸石字上ノ山110番4地先（秋田県道3号二ツ井森吉線交点）[4]北緯40度10分41.8秒 東経140度18分11.6秒
- 終点 : 秋田県北秋田市脇神字葈岱（からむしたい）89番23地先[3][4]（川口南交差点 = 秋田県道325号大館能代空港西線交点）北緯40度11分56.9秒 東経140度21分48.4秒
- 未供用区間 : なし[2]

## 歴史
- 1967年（昭和42年）3月11日 - 秋田県道に認定される[4]。
- 1993年（平成5年）3月5日 - 終点を北秋田郡鷹巣町脇神字金堀134番地先[注釈 1]から北秋田郡鷹巣町小森字沼添7番1地先に変更する[5][注釈 2]。
- 1995年（平成7年）8月1日 - 北秋田郡鷹巣町坊沢字大向30番地先から北秋田郡鷹巣町中屋敷字林田34番1地先までの区域が新たに当県道の区域として指定される[6][注釈 3]。
- 1998年（平成10年）4月21日 - 北秋田郡鷹巣町坊沢字大向30番地先から北秋田郡鷹巣町中屋敷字林田34番1地先の区域が解除され、同日県道に認定された秋田県道324号あきた北空港東線および秋田県道325号あきた北空港西線の区域の一部となる[7]。
- 1998年（平成10年）10月27日 - 終点を北秋田郡鷹巣町小森字沼添7番1地先から北秋田郡鷹巣町脇神字中金堀134番地先に変更する[8]。
- 2000年（平成12年）3月31日 - 終点を北秋田郡鷹巣町脇神字中金堀134番地先から北秋田郡鷹巣町脇神字館下1番3地先に変更する[9][注釈 4]。
- 2004年（平成16年）1月9日 - 終点を北秋田郡鷹巣町脇神字館下1番3地先から北秋田郡鷹巣町脇神字佐助岱38番2に変更し[10]、鷹巣町脇神字館下4番5地先-館下1番3地先まで県道325号重複区間の認定を解除する。
- 2013年（平成25年）2月1日 - 県道3号のバイパス工事が完了したことにともない、当県道の起点の位置を県道3号バイパスの交点（北秋田市木戸石字上ノ山110番4地先）に変更する[11]。
- 2020年（令和2年）10月30日 - 終点を川口南交差点（北秋田市脇神字葈岱89番23地先）に変更する[3]。

## 路線状況

### 冬期閉鎖区間
- なし[12]

### 交通不能区間
- なし[13]

## 地理

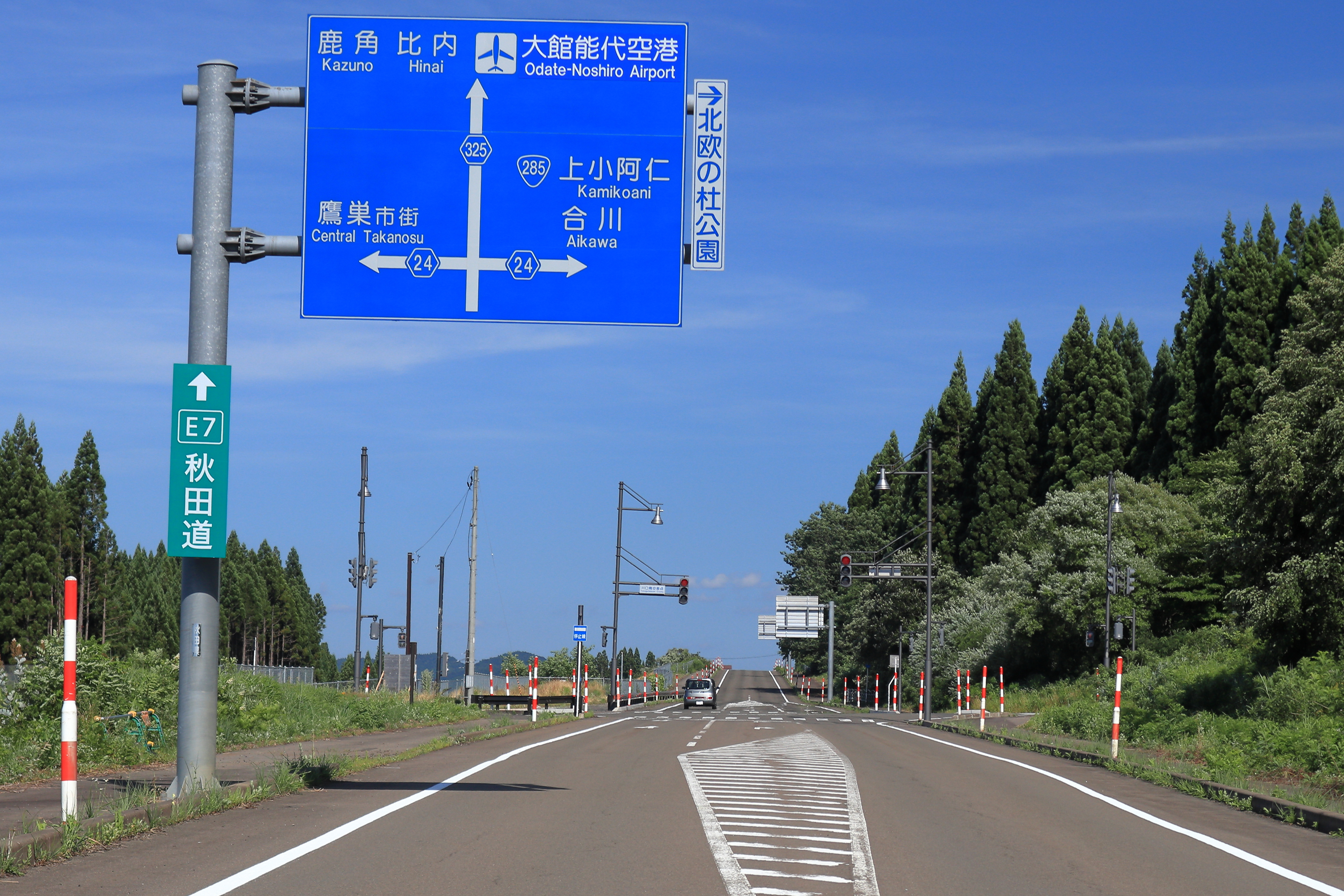
終点の川口南交差点

当県道は名称の通り、当初は木戸石から秋田内陸縦貫鉄道秋田内陸線 縄文小ヶ田駅（旧・小ヶ田駅）付近を通って鷹巣
までを結ぶ路線だった。当県道は大館能代空港の建設と合わせて、秋田県道24号鷹巣川井堂川線とともに大館能代空港のアクセス道路として整備が進められ、対象の区域は1998年に秋田県道324号および325号に認定された。その後、2000年に終点を脇神字館下（小ヶ田駅近郊）に、さらに2004年には緑ヶ丘交差点（秋田県道325号交点）に変更された。
2020年10月から2022年4月までは緑ヶ丘交差点から川口南交差点まで約1.6kmにわたって、秋田県道325号大館能代空港西線との重複区間が設定されていた。

### 交差する道路
| 施設名       | 接続路線名                                               | 備考                                       | 所在地                   |
| ------------ | -------------------------------------------------------- | ------------------------------------------ | ------------------------ |
|              | 秋田県道3号二ツ井森吉線                                  | 起点                                       | 北秋田市木戸石字上ノ山   |
|              | 市道坊沢大向線                                           | 市道を経由して鷹巣西道路・伊勢堂岱ICへ接続 | 北秋田市坊沢字上三九郎岱 |
| 川口南交差点 | 秋田県道24号鷹巣川井堂川線 秋田県道325号大館能代空港西線 | 終点                                       | 北秋田市脇神字葈岱       |

### 沿線の施設

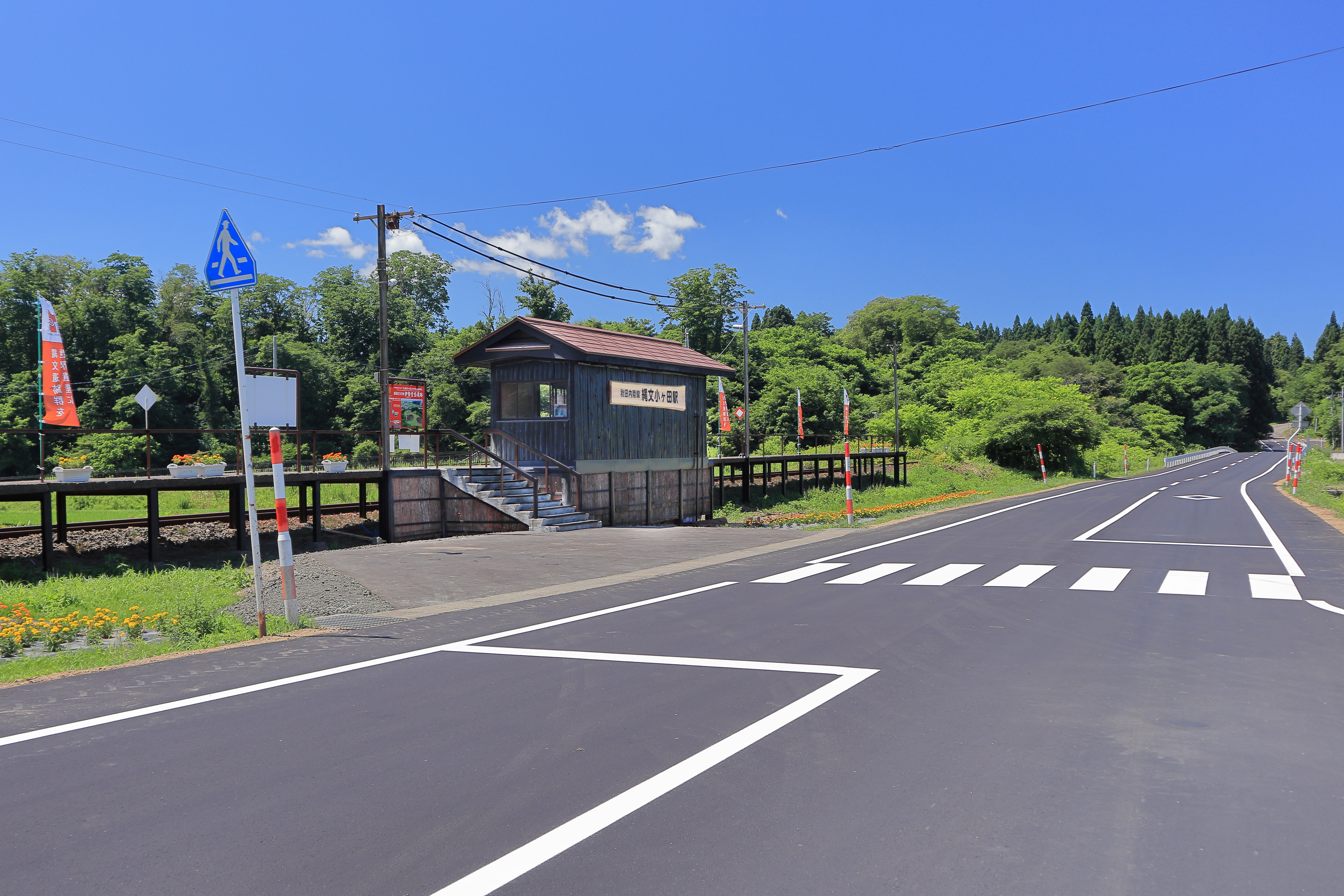
縄文小ヶ田駅

- 下大野郵便局
- 合川新生園
- 大野台エコーハイツ
- 大野台ゴルフクラブ
- 大館北秋田森林組合
- 秋田内陸縦貫鉄道秋田内陸線 縄文小ヶ田駅
- 伊勢堂岱遺跡
- 小ヶ田生活改善センター
- 大館能代空港周辺ふれあい緑地